# Lynn Morley Martin
Lynn Morley Martin (Evanston, 26 dicembre 1939) è una politica e dirigente d'azienda statunitense, segretaria al lavoro sotto la presidenza Bush Sr. dal 1991 al 1993.
Repubblicana, la Martin fu anche rappresentante dello Stato dell'Illinois al Congresso.

## Biografia
Nel 1984 assistette George H. W. Bush nel suo dibattito contro la candidata democratica alla vicepresidenza Geraldine Ferraro. Quando Bush fu eletto, considerò la Martin come possibile vicepresidente, ma poi le preferì Danforth Quayle.
Nel 1990 perse le elezioni per il Senato a causa della sua campagna fondata sulla presa in giro del rivale, che fu giudicata da molti meschina. Quando Elizabeth Dole diede le dimissioni da segretario per dirigere la Croce Rossa Americana, il Presidente Bush assegnò l'incarico alla Martin.
Negli ultimi anni ha abbandonato la politica attiva ed attualmente è impegnata come dirigente in alcuni dei più prestigiosi consigli di amministrazione, fra cui quello della AT&T e quello della Procter & Gamble.